# 穀保町駅
穀保町駅（こくぼちょうえき）は、かつて秋田県秋田市土崎港穀保町に存在した秋田臨海鉄道秋田臨海鉄道線の貨物駅（廃駅）である。

## 概要
日本通運、秋田鉄鋼埠頭、太平プロパンの各社の短い専用線が接続していたが、廃止され、現在は何も残っていない。

## 歴史
- 1971年（昭和46年）7月7日：開業[1]。
- 1997年（平成9年）4月1日：廃止[2]。

## 駅周辺
- 日本通運秋田港支店
- 日本通運秋田中央ロジスティクスセンター - 2004年（平成16年）10月に閉鎖された、北日本くみあい飼料秋田工場跡地に立地
- タプロス本社・本社直販営業部（旧太平プロパン）
- もっかいトラスト秋田営業所

## 隣の駅
秋田臨海鉄道
秋田臨海鉄道線
秋田港駅 - 穀保町駅 - 向浜駅
※1986年（昭和61年）7月18日 - 8月25日には当駅と向浜駅の間に秋田博前駅が存在した。